# Eleição para governador de Oregon em 2010
A eleição para governador do estado americano do Oregon em 2010 aconteceu na terça-feira, 2 de novembro de 2010 para eleger o governador do Oregon, que terá um mandato de quatro anos iniciando em 10 de janeiro de 2011. O governador em exercício, o democrata Ted Kulongoski, é inelegível pois já foi reeleito em 2006.

## Candidatos

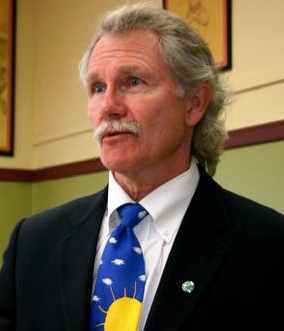
John Kitzhaber

- John Albert Kitzhaber: é professor de medicina e foi o 35º governador do Oregon, por dois mandatos consecutivos, 1995 e 2003. Kitzhaber foi Presidente do Senado de estado de Oregon entre 1985 e 1992. Na primeira pesquisa Kitzhaber aparecia com 42% das intenções de votos, contra 36% de Chris Dudley[2].Kitzhaber é candidato do Democrata ao governo.

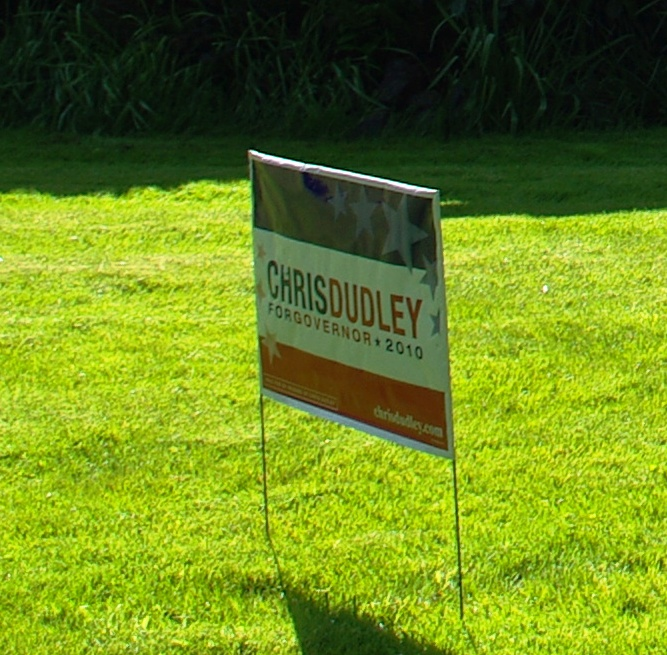
Placa de campanha de Chris Dudley na primária republicana em 2010

- Chris Dudley: ex-jogador da NBA, Dudley é candidato do Republicano a governador do Oregon em 2010. Sua campanha arrecadou mais de 5,6 milhões de dólares, o dobro da campanha de Kitzhaber. Dudley é o principal candidato ao governo do Oregon, e na pesquisa realizada no dia 25 de outubro de 2010 Dudley mantinha 3% de vantagem sobre Kitzhaber, obtendo 49% dos votos,contra 46% de Kitzhaber.[3]